# Robert Fortet
Robert Fortet  (* 1. Mai 1912 in Boulazac; † 3. Juli 1998 in Paris) war ein französischer Mathematiker, der sich mit Wahrscheinlichkeitstheorie und stochastischen Prozessen befasste.

## Leben
Fortet besuchte eine Militärschule (Prytanée militaire de la Fleche) und studierte ab 1931 an der École normale supérieure (Paris) mit der Agrégation 1934. Er wurde 1939 bei Maurice Fréchet an der Sorbonne promoviert (Sur l'itération des substitutions algébriques linéaires à une infinitée de variables et ses applications à la théorie des probabilités en chaîne). In seiner Dissertation behandelte er Markow-Ketten mit abzählbar unendlich vielen Zuständen, die er in Banachräumen behandelte. 1937 bewies er mit Wolfgang Doeblin in diesem Zusammenhang auch einen Ergodensatz (unabhängig etwas später von Kōsaku Yosida und Shizuo Kakutani bewiesen). Er war Assistent von Georges Darmois in Paris und Chargé de cours an der Universität Caen (als Vertretung für Ludovic Zoretti), an der er 1946 Professor wurde. In den 1940er Jahren befasste er sich mit der Diffusionsgleichung und bewies einen allgemeinen Existenzsatz mit wahrscheinlichkeitstheoretischen Methoden (wie dem Satz des iterierten Logarithmus und Reflexionsprinzipien). 1950, 1955 und 1960 nahm er an den Berkeley-Symposien über Wahrscheinlichkeitstheorie teil. Ab 1952 lehrte er an der Sorbonne und wurde 1960 Nachfolger auf dem Lehrstuhl von Darmois für Wahrscheinlichkeitstheorie und mathematische Physik. Außerdem leitete er zwanzig Jahre eine Forschungsgruppe des CNRS als Forschungsdirektor. Nach Aufhebung der Lehrstühle 1968 gründete und leitete er bis zu seiner Emeritierung 1980 das Laboratoire de probabilités de Jussieu (LPMA). Seit 1951 war er außerdem Professor an der l’École de physique et chimie industrielles de la Ville de Paris. 
1973 wurde er korrespondierendes Mitglied der Académie des sciences.
1954 war er eingeladener Sprecher auf dem Internationalen Mathematikerkongress in Amsterdam (Convergence de la répartition empirique ver la répartition theorique, pour des élements aléatoires généraux).
Zu seinen Doktoranden gehören Albert Badrikian, Édith Mourier, André Blanc-Lapierre (1915–2001) und Jacques Neveu.

## Schriften
- mit Wolfgang Doeblin: Sur des chaînes à liaisons complètes, Bulletin Soc. Math. France, Band 65, 1937, S. 132–148, numdam
- Calcul des probalités : Texte mis au point après discussions avec MM. Allard, Destouches, Paris: CNRS 1950
- mit A. Blanc-Lapierre: Théorie des fonctions aléatoires:  applications à divers phénomènes de fluctuation, Paris: Masson 1953 (Avec un chapitre sur la mécanique des fluides par J. Kampé de Fériet, Vorwort Georges Darmois)
  - Englische Übersetzung: Theory of random functions, Band 1, Gordon and Breach 1967
- Processus stationnaires et de Markov, entropie, in: La cybernétique, théorie du signal et de l'information, Paris 1951
- Éléments de la théorie des probabilités, 2. Auflage, Paris: CNRS 1965
- Elements of probability theory, Gordon and Breach 1971